# Dicranomyia (Dicranomyia) pleurilineata
Dicranomyia (Dicranomyia) pleurilineata is een tweevleugelige uit de familie steltmuggen (Limoniidae). De soort komt voor in het Oriëntaals gebied.